# Wohlmuth István
Wohlmuth István (Budapest, 1953. június 15. –) magyar színész.

## Életpályája
1971-ben végzett a Nemzeti Színház stúdiójában. 1973 és 1975 között a 25. Színház tagja volt. 1982-ben Major Tamás osztályában szerzett színész diplomát, a Színház- és Filmművészeti Főiskolán. A főiskola után a Radnóti Színpad tagja volt.
1987-től szabadfoglalkozású művész. Dolgozott pénzügyi előadóként és gyermekkórházban is. Több éven keresztül szervezett kortárs képzőművészeti kiállításokat. Önkormányzati képviselő a főváros V. kerületében 2006 óta. Küldetésének tekinti a belvárosi fiatal tehetségek felkutatását, valamint a kerületben élő, alkotó művészek munkájának támogatását. 
2006-tól a Kulturális Emberi Jogi és Kisebbségi Bizottság alelnöke, 2010-től a Kulturális Emberi Jogi és Nemzetiségi Bizottság elnöke, 2014-től az önkormányzat Kulturális Tanácsnoka. Nevéhez fűződik a Belvárosi Művészeti Ösztöndíj és  a Belvárosi Művészeti Napok létrehozása.

## Fontosabb színházi szerepei
- Nyikolaj Vasziljevics Gogol: A revizor... Pugovicin (Nemzeti Színház)
- Sütő András: A szuzai menyegző...Második katona (Nemzeti Színház)
- Hernádi Gyula – Jancsó Miklós: Vörös zsoltár... szereplő (Huszonötödik Színház)
- Alekszandr Vasziljevics Szuhovo-Kobilin: Raszpljujev nagy napja... Csinovnyik, Hitelező  (Huszonötödik Színház)
- M-A-D-Á-C-H... szereplő (Huszonötödik Színház)
- Bíró Lajos: Sárga liliom... Illésházy István (Ódry Színpad)
- Örkény István: Tóték... A lajt tulajdonosa (Ódry Színpad)
- Kemény Zsigmond: A rajongók... Számtartó (Ódry Színpad)
- Molière: A képzelt beteg... Tamás, Kolikaczius fia és Angyalka imádója (Ódry Színpad)
- Molière: Kényeskedők... Gorgibus, becsületes polgár (Ódry Színpad)
- Nicolas Guillén: Este kell a szerelem... szereplő (Radnóti Színpad)
- Jaan Kross: Mint a villámcsapás... Hollmann számtartó (Radnóti Színpad)
- Franz Kafka – Darvas Iván: A fegyenctelepen... Az őr (Radnóti Színpad)
- Ördögh Szilveszter: Koponyák hegye... Kaifás (Radnóti Színpad)
- Horváth Péter: A farkas szempillái... Róka, aki hol Majom, hol Macskalány, hol pedig Szamuráj (Radnóti Színpad)
- Kolin Péter: Sziszi és Fuszi... Cooper (Radnóti Színpad)
- Heltai Jenő – Novák János: Lumpáciusz Vagabundusz vagy a három jómadár... Ifjú mágus (Radnóti Színpad)
- Moldova György: Az élet oly rövid... Kuksi (Radnóti Színpad)
- Weöres Sándor: Bolond Istók... szereplő (Radnóti Színpad)
- Lengyel Menyhért: Az árny... Vámos titkár (Radnóti Színpad)
- William Shakespeare: IV. Henrik... Gloster
- Elem János: Látta-e ön a próféta lábnyomát?... Adamo (eszperanto nyelven)
- Tabi László: A végzet asszonya... Tibor (eszperanto nyelven)
- Wohlmuth István: Gyémántszem királykisasszony... András vitéz
- Vaszy Viktor – Dékány András – Baróti Géza: Dankó Pista... Dankó Pista
- Aladdin és a csodalámpa... Aladdin
- Kutasi: Az ördög lakomája... vándorlegény
- Koffler: Napsugárka... Gyökérember
- Bengt Ahlfors: Színházkomédia... Harry
- András kovács királysága... szereplő (Leányfalui Szekér Színház)

## Rendezései
- Irány Meseország
- Kutasi Zsuzsanna – Kutasi Péter: Az ördög lakomája
- Koffler: Napsugárka

## Írása
- Gyémántszem királykisasszony

## Filmek, tv
- M.O. (francia film)
- Irány Kalifornia
- Fehér rozsda (1982)
- Faustus doktor boldogságos pokoljárása (1984)
- Különös házasság (sorozat) (1984)
- A falu jegyzője (1986)
- Nyolc évszak (sorozat) 8. rész (1987) ... Orvos
- Tanmesék a szexről  (1989) ... Rendőr
- Kutyakomédiák (sorozat) A bosszúálló című rész (1992)
- Privát kopó (sorozat) Az öngyilkos gyilkosságok című rész (1993)
- Szomszédok (sorozat) 85. rész; 134. rész; 262. rész; 280. rész (1990-1998)
- Már másé a szívem (1999)... Fotós
- Családi album (sorozat) A tékozló fiú című rész; A hazugság iskolája című rész (2000)
- Sacra Corona (2001)... Bikács ispán

## Díjai, elismerései
- Pilinszky-emlékérem (2021)[1]